# Christiane Nüsslein-Volhard
Pour les articles homonymes, voir Volhard.
Christiane Nüsslein-Volhard, née le 20 octobre 1942 à Magdebourg, est une généticienne spécialiste du développement qui reçut avec Eric F. Wieschaus et Edward B. Lewis le prix Nobel de physiologie ou médecine en 1995 pour leurs travaux sur le contrôle génétique du développement précoce de l'embryon en utilisant la mouche du vinaigre ou Drosophila melanogaster.

## Biographie
Christiane Nüsslein-Volhard est née en 1942. Diplômée de biochimie en 1968, elle complète cette formation par un doctorat en génétique  obtenu en 1973 à l'université Eberhard Karl de Tübingen. Aidée par l'obtention de bourses, elle mène des recherches dans ce domaine à Bâle et à Fribourg. En 1978, Elle rejoint Eric Wieschaus comme chef de laboratoire au Laboratoire européen de biologie moléculaire à Heidelberg, et passe plus d'un an à étudier avec lui les caractéristiques génétiques de mouches au vinaigre ou Drosophila melanogaster au microscope binoculaire. En 1981, elle revient à Tübingen et se voit confier en 1985 la direction de l'institut Max-Planck de biologie développementale,.
Elle reçoit le prix Gottfried-Wilhelm-Leibniz en 1986, le prix Albert-Lasker pour la recherche médicale fondamentale en 1991 et le prix Louis-Jeantet de médecine en 1992. En 1990, elle devient membre étranger de la Royal Society. Pour avoir révélé l'universalité des mécanismes moléculaires de l'embryogenèse, elle se voit décerner enfin le prix Nobel de physiologie ou médecine en 1995 avec Eric F. Wieschaus et Edward Lewis,.

## Apports scientifiques
Ses travaux avec Eric F. Wieschaus sur les caractéristiques génétiques des Drosophila melanogaster ont approfondi les recherches menées par Edward Lewis.
Ces travaux ont permis de conclure que sur les 20 000 gènes de Drosophila melanogaster, 5 000 sont importants et 140 sont essentiels. 
Les gènes de segmentation de l'insecte sont divisés en trois catégories :
- gènes gap : développement antéro-postérieur ;
- gènes pair rule : segmentation ;
- gènes polarité de segment : responsables de la répétition de la structure dans chaque segment.

Ils ont identifié les « gènes architectes » qui interviennent de façon précoce dans la détermination du plan de segmentation des embryons.Ces gènes ont été trouvés ensuite au sein de tous les organismes pluricellulaires, de la méduse à la souris, ce qui renforce l'hypothèse d'un ancêtre commun.